# Саутиева, Зарифа Мухарбековна
Зари́фа Мухарбе́ковна Саути́ева (род. 1 мая 1978 года) — российская активистка, политическая заключенная по версии Совета Европы. До ареста жила в Сунже, являлась заместительницей директора ингушского государственного учреждения «Мемориальный комплекс жертвам репрессий». После протестов 2019 года в Ингушетии, проходивших в связи с изменением административной границы с Чечнёй и последовавших столкновений, была арестована в Магасе и приговорена к 7 с половиной годам заключения. До этого находилась под стражей и (короткое время) под домашним арестом. 28 декабря 2024 года, отбыв срок, освободилась из колонии.